# L'Italia dialettale
L’Italia dialettale est une revue de dialectologie italienne. Son premier numéro est publié en 1925. Elle est dirigée par Clemente Merlo jusqu’en 1960.

## Éditeurs
- Clemente Merlo, 1925-1960
- Tristano Bolelli, 1961-2003
- Franco Fanciullo, depuis 2004